# Лубны
Лубны́ (укр. Лубни [lubˈnɪ]) — город в Полтавской области Украины. Административный центр Лубенского района. До 2020 года был городом областного подчинения, составлявшим Лубенский городской совет.

## Географическое положение
Город Лубны находится на правом берегу реки Сула, выше по течению на расстоянии в 1 км расположено село Мгарь, ниже по течению на расстоянии в 0,5 км расположено село Терны, на противоположном берегу — село Засулье.

### Климат
| Показатель                         | Янв.  | Фев.  | Март  | Апр. | Май  | Июнь | Июль | Авг. | Сен. | Окт. | Нояб. | Дек. | Год   |
| ---------------------------------- | ----- | ----- | ----- | ---- | ---- | ---- | ---- | ---- | ---- | ---- | ----- | ---- | ----- |
| Абсолютный максимум, °C            | 9,7   | 15,5  | 22,4  | 30,0 | 34,4 | 35,1 | 36,2 | 39,5 | 35,0 | 29,1 | 19,2  | 13,8 | 39,5  |
| Средний суточный максимум, °C      | −1,9  | −0,9  | 5,1   | 14,2 | 21,3 | 24,3 | 26,3 | 25,7 | 19,7 | 12,2 | 4,2   | −0,3 | 12,5  |
| Средняя температура, °C            | −4,4  | −3,8  | 1,5   | 9,5  | 15,8 | 19,1 | 21,1 | 20,2 | 14,7 | 8,2  | 1,7   | −2,6 | 8,4   |
| Средний суточный минимум, °C       | −6,9  | −6,8  | −2,1  | 4,8  | 10,2 | 13,9 | 15,8 | 14,6 | 9,7  | 4,1  | −0,9  | −5   | 4,3   |
| Абсолютный минимум, °C             | −28,3 | −27,1 | −22,4 | −6   | −2,4 | 2,8  | 4,6  | 5,5  | −4   | −8   | −20,5 | −27  | −28,3 |
| Норма осадков, мм                  | 44,3  | 42,1  | 44,2  | 44,7 | 44,5 | 84,5 | 66,4 | 59,8 | 57,4 | 47,3 | 49,0  | 51,0 | 635,2 |
| Источник: Погода и климат г. Лубны |       |       |       |      |      |      |      |      |      |      |       |      |       |

## История
Первое летописное упоминание о Лубнах датируется 1107 годом: Ипатьевская летопись повествует о разгроме половецкой орды ханов Боняка и Шарукана объединёнными силами русских князей, под руководством Владимира Мономаха. Лубенский детинец располагался на мысу-останце на правом берегу Сулы.
В домонгольский период Лубны принадлежали к числу пограничных городов Переяславской земли и входили в Посульскую оборонительную линию.
В 1239 году Лубны были разрушены во время татаро-монгольского нашествия.

### XIV—XVI вв.
В XIV—XVI вв.[уточнить] город входил в состав Великого княжества Литовского.

### 1569—1654
После Люблинской унии 1569 года город вошёл в состав Речи Посполитой. Во второй половине XVI века перешёл во владение рода магнатов Вишневецких, в XVII в. на Замковой горе недалеко от городской черты была построена резиденция князей Вишневецких.
В 1591 году королём Сигизмундом III дано Магдебургское право, печать и герб.
В мае 1596 года в урочище Солоница под Лубнами состоялся последний бой повстанцев-казаков под предводительством Северина Наливайко с войском польского гетмана С. Жолкевского.
В 1619 году Исаия Копинский основал в окрестностях города названный по имени близлежащего села Мгарский Спасо-Преображенский монастырь, который стал в дальнейшем одним из центров православия на Левобережной Украине.
По повелению князя Иеремии Вишневецкого в Лубнах был построен католический костёл.
В 1637—1638 годы Лубны являлись одним из центров казацко-крестьянских восстаний, весной 1638 года в районе города действовали отряды Я. Острянина и К. Скидана.
По инвентарям 1640 года в Лубнах насчитывалось 2646 дворов, через селение проходил торговый маршрут из России в Крым (Ромодановский шлях).
После начала восстания Хмельницкого в июле 1648 года Лубны были захвачены повстанцами и около 1649 года вошли в состав Миргородского полка.

### 1654—1917
В 1654 году в составе Левобережной Украины Лубны вошли в состав Русского государства, в 1658—1781 годах являлись центром Лубенского полка.
В 1707 году в городе были созданы ботанический сад для выращивания лекарственных растений и казённая аптека.
Во время Северной войны, в 1708—1709 годы жители города принимали участие в боях с подразделениями шведской армии. До Полтавской битвы 1709 года город был наибольшим на территории нынешней Полтавской области.
С 1782 года Лубны — уездный город Киевского наместничества, с 1796 года — уездный город Малороссийской губернии, с 1802 года — уездный город Лубенского уезда Полтавской губернии.
В 1807—1917 годы в городе был расквартирован Лубенский 8-й гусарский полк.
В 1809 году был построен храм Рождества Богородицы.
В 1863 году численность населения города составляла 3710 человек.
В 1872 году была открыта Лубенская мужская гимназия, в 1878 году — женская гимназия, в 1879 году — Троицкая церковь на Верхнем Валу и начало работу отделение банка.
В 1884 году численность населения составляла 5357 человек, на 1 января 1895 года — 12 445 человек.
По данным переписи 1897 года в Лубнах жили 10 097 человек, из них 5 975 (59,18 %) указали украинский (в переписи — «малорусский») язык родным, идиш («еврейский») — 3 001 (29,72 %), русский («великорусский») — 960 (9,51 %), другие языки — 161 (1,59 %).
В 1901 году началось движение поездов по проложенной через город железной дороге Киев — Харьков, осенью 1901 года была открыта железнодорожная станция, что способствовало развитию промышленности и торговли.
Во время революции 1905 года в городе прошли митинги и стачки рабочих. С ноября 1905 года издавалась первая в Российской империи политическая газета на украинском языке «Хлібороб».
В августе 1914 года Лубенское уездное земство начало издание ежедневного информационного листка (первые номера которого вышли под названием «Телеграммы Санкт-Петербургского телеграфного агентства», следующие — под названием «Телеграммы Петроградского телеграфного агентства»). В декабре 1914 года издание листка было прекращено.
В июле 1917 года в городе началось издание местной газеты.

### 1918—1991
13 января 1918 года в городе была установлена Советская власть, но в марте 1918 город был занят наступавшими австро-германскими войсками, которые оставались в городе до ноября 1918 года, в конце 1918 года в городе была установлена власть директории УНР.
В феврале 1919 в городе была восстановлена Советская власть и Лубны стали районным центром Полтавской губернии. С 19 августа 1919 до декабря 1919 года город занимали войска ВСЮР.
В марте 1923 года Лубны стали административным центром Лубенского района (при этом, в апреле 1923 — июле 1930 гг. являлись также центром Лубенского округа).
По данным переписи 1926 года, украинцы составляли 64,4 % населения города, евреи — 25,1 %, русские — 8,4 %. Украинский язык родным назвали 61,6 % населения Лубен, еврейский — 19,5 %, русский — 17,9 %.
В 1932 году в Лубнах начала работу фармацевтическая фабрика.
В 1936 году численность населения составляла 26045 человек, численность цензовых рабочих составляла 1550 человек. Крупнейшими промышленными предприятиями являлись станкостроительный завод (численность рабочих и сотрудников — 282 человек), металлообрабатывающий завод (104 человека), деревообрабатывающий завод (255 человек), махорочная фабрика (126 человек), суконная фабрика (289 человек), войлочная фабрика (192 человека).
В 1937 был введён в эксплуатацию Лубенский молочный завод.
После начала Великой Отечественной войны в район города Лубны была выведена участвовавшая в приграничных боях 81-я стрелковая дивизия РККА, но в начале сентября 1941 года она была направлена в район Кременчуга. Оборона города была поручена 94-му пограничному отряду, которым командовал майор П. И. Босый. Попытка немецкой мотопехоты с ходу прорваться в город на автомашинах утром 13 сентября 1941 была отражена, уличные бои за город продолжались несколько часов, здесь были сожжены три немецких танка, но к вечеру 13 сентября 1941 года город был оккупирован наступавшими немецкими войсками и в дальнейшем включён в состав рейхскомиссариата Украина. В период оккупации в городе действовал подпольный райком КП(б)У.
Немецкой оккупационной администрацией в Лубнах были созданы два концентрационных лагеря (лагерь «К» для мирного населения и лагерь для советских военнопленных Dulag 171). Фотограф Йоханнес Хеле подробно документировал «акцию» по уничтожению евреев в Лубнах (плёнку он оставил у себя, и фотографии стали известны после войны).
В январе 1943 года работавшие чернорабочими в депо железнодорожной станции Лубны 15-летние пионеры Толя Буценко, Боря Гайдай и Ваня Сацкий пустили паровоз в ненаведённый поворотный круг, в результате этой диверсии депо было выведено из строя на два месяца.
18 сентября 1943 года город был освобождён 337-й стрелковой дивизией РККА (которой было присвоено почётное наименование «Лубенская»), после чего началось восстановление городского хозяйства.
В сентябре 1943 года в районе города Лубны во втором эшелоне войск Воронежского фронта находилась 27-я армия РККА.
Позднее, одна из улиц города была названа в честь Героя Советского Союза С. А. Щелканова, принимавшего участие в освобождении города.
В 1953 году в Лубнах действовали 11 промышленных предприятий (станкостроительный завод, механический завод, завод эфирных масел, маслодельный завод, ликёро-водочный завод, пенькообрабатывающий завод, фармацевтическая фабрика по переработке лекарственных растений, мебельная фабрика, суконная фабрика, войлочная фабрика, махорочная фабрика), бухгалтерский техникум, медицинская школа, школа паровозных машинистов, школа рабочей молодёжи, 4 средние школы, 4 семилетние школы, Дом культуры, кинотеатр, 4 клуба, две библиотеки, краеведческий музей, два стадиона, клуб пионеров, также имелись парк, пристань на реке Суле и железнодорожная станция на линии Киев — Полтава.
В 1960-е годы началась газификация города.
К началу 1972 года численность населения города составляла 45 тысяч человек. В городе действовали станкостроительный завод, машиностроительный завод, завод счётных машин, авторемонтный завод, химико-фармацевтический завод, завод «Лесмаш», керамический завод, завод железобетонных изделий, мебельный комбинат, мясокомбинат, хлебокомбинат, винодельческий завод, маслодельный завод, швейная фабрика, одеяльно-войлочная фабрика, а также два техникума, медицинское училище и краеведческий музей.
В 1972 году Лубны стали городом областного подчинения.
В 1980 году численность населения города составляла 54,6 тысяч жителей. По состоянию на начало 1981 года в Лубнах действовали свыше 30 промышленных предприятий (среди которых: станкостроительный завод «Коммунар», машиностроительный завод «Комсомолец», завод счётных машин, ремонтно-механический завод, химико-фармацевтический завод, завод «Лесмаш», керамический завод, завод строительных материалов, мясокомбинат, хлебозавод, молокозавод, винодельческий завод, пищевкусовая фабрика, швейная фабрика и войлочная фабрика), комбинат бытового обслуживания, два техникума, медицинское училище, два ПТУ, 10 общеобразовательных школ, музыкальная школа, спортивная школа, художественная школа, больница, поликлиника, санаторий, Дом культуры, кинотеатр, 4 библиотеки и галерея изобразительного искусства.

### После 1991
После провозглашения независимости Украины находившаяся в городе 25-я гвардейская мотострелковая дивизия была расформирована (в 2000е годы здания военного городка были перестроены в торговый центр, развлекательный центр, автозаправку и несколько жилых домов), но 3097-я база технических средств службы горючего была сохранена.
По состоянию на 1993 год, основу экономики города составляли несколько предприятий, производившие мебель, строительные материалы, одежду и текстильные изделия.
В 1994 году в райцентре началось издание второй местной газеты — рекламно-информационного еженедельника «Вісник».
В мае 1995 года Кабинет министров Украины включил Лубенское дорожно-строительное управление № 9 в перечень предприятий, подлежащих приватизации в течение 1995 года, после чего ДСУ № 9 было преобразовано в открытое акционерное общество. В октябре 1995 года было утверждено решение о приватизации швейной фабрики и завода «Спецлесмаш».
В 1997 году два находившихся в городе ПТУ № 12 и ПТУ № 13 объединили в ПТУ № 12 (3 ноября 2003 года ПТУ № 12 было преобразовано в Лубенский лицей).
В июне 1999 года Кабинет министров Украины передал АТП-15355 в коммунальную собственность Полтавской области.
По результатам Всеукраинской переписи населения 2001 года, численность населения города составляла 52,6 тысяч жителей.
В 2004 году в городе действовали 22 промышленных, 12 строительных, 7 транспортных предприятий.
В 2007—2008 на месте танцевальной площадки в Центральном парке был построен развлекательный центр «НЛО+».
С июня 2011 года на Украине была возобновлена работа стационарных постов дорожно-патрульной службы ГАИ МВД Украины, на 207 километре автотрассы М-03 «Киев — Харьков — Довжанский» был построен Лубенский стационарный пост ГАИ (с 2012 года пост оборудован комплексом видеофиксации транспортных средств «Відеоконтроль-Рубіж»).
- Памятный знак в честь 1000-летия Лубен
- Церковь Рождества Богородицы, памятник архитектуры XIX века
- Мгарский монастырь. Спасо-Преображенский собор
- Мгарский монастырь.Скит
- Бывшая городская управа

## Население
В 1985 году численность населения города составляла 57 тысяч жителей, в 1989 году — 59,5 тысяч жителей, в 1991 году — 60 300 жителей.
На 1 января 2013 года численность населения города составляла 47 643 человек.
По данным переписи 1926 года, украинцы составляли 64,4 % населения города, евреи — 25,1 %, русские — 8,4 %.
По данным переписи 2001 года, украинцы составляли 90,78 % населения Лубен, русские — 8,15 %.

### Языковой состав
Родной язык населения по данным переписи 1897 года:
| Язык                       | Численность, чел. | Доля     |
| -------------------------- | ----------------- | -------- |
| Украинский («малорусский») | 5 975             | 59,18 %  |
| Идиш («еврейский»)         | 3 001             | 29,72 %  |
| Русский («великорусский»)  | 960               | 9,51 %   |
| Другие                     | 161               | 1,59 %   |
| Итого                      | 10 097            | 100,00 % |

По данным переписи 1926 года, украинский язык родным назвали 61,6 % населения Лубен, еврейский — 19,5 %, русский — 17,9 %.
Родной язык населения по данным переписи 2001 года:
| Язык       | Численность, чел. | Доля     |
| ---------- | ----------------- | -------- |
| Украинский | 47 549            | 91,06 %  |
| Русский    | 4 497             | 8,61 %   |
| Другое     | 172               | 0,33 %   |
| Итого      | 52 218            | 100,00 % |

Украинский язык является основным и единственным официальным языком города.
По данным Государственной службы статистики Украины в 2023/24 учебном году все 134 575 учащихся в учреждениях общего среднего образования в Полтавской области обучались в украиноязычных классах.

## Экономика

### Промышленность
Крупнейшие предприятия: станкостроительный завод, машиностроительный завод, фармацевтическая фабрика, заводы «Счетмаш», «Автомаш», кирпичный завод ООО «Лубенский райагробуд», мебельный комбинат, Лубенский молочный завод, Лубенский хлебозавод, Лубенский винодельный завод, Лубенский комбинат строительных материалов, предприятие по газоснабжению и газификации «Лубныгаз».
Также действует типография «Лубны».
Экономика города держится на малом бизнесе, предпринимателях, торговле, туризме[уточнить].

### Транспорт
Станция Лубны Южной железной дороги.
Также через город проходят автомобильные дороги Т-1713, Т-1714, Т-1718 (Р-42). Рядом проходит автомобильная дорога М-03.
Общественный транспорт города представлен маршрутными такси и автобусами.

## Образование и культура
Действуют 8 общеобразовательных школ, Лубенский лесотехнический колледж, Лубенский финансово-экономический колледж, Лубенский центр профессионального образования, художественная и спортивная школы, медучилище, музыкальная школа, профучилище, а также Дом культуры, краеведческий музей, галерея искусств, кинотеатр «Киевская Русь», библиотека и литературное объединение имени Олеся Донченко.
До 26 октября 2021 года на территории военного городка имелся памятник В. И. Чапаеву. 26 октября 2021 года памятник был сброшен с постамента.

## Спорт
Город имеет стадион и футбольную команду — Торпедо.

## Известные люди
- Виталий Бабак (род.1954) — украинский учёный, член-корреспондент НАНУ. Заслуженный деятель науки и техники Украины.
- Юрий Буцко (1938—2015) — советский и российский композитор и педагог.
- Юрий Даденков (1911—1991) — учёный механик.
- Надежда Матвеевна Кибальчич (1857—1918) — украинская писательница.
- Владимир Коробов (1936—1980) — советский врач рентгенолог, доктор медицинских наук, профессор
- Михаил Значко-Яворский (1716—1809) — архимандрит РПЦ.
- Наталья Меклин (1922—2005) — старший лётчик и командир звена авиационного полка в годы Великой Отечественной войны. Гвардии майор, Герой Советского Союза (1945). Писательница, член Союза писателей (1972).
- Игорь Мосийчук (род.1972) — украинский политик.
- Андрей Ромоданов (1920—1993) — нейрохирург, академик АМН СССР.
- Людмила Руденко (1904—1986) — шахматистка.
- Екатерина Скаржинская (1853—1932) — меценатка, учредительница первого краеведческого музея Левобережной Украины.
- Владимир Шемет (1873—1933) — общественно-политический деятель.
- Кампф, Александр Васильевич (1909) — советский художник кино (в 1933—1940 художник Киевской киностудии, 1957—1973 — Свердловской киностудии)[источник не указан 656 дней].

## Города-побратимы
- Скерневице, Польша

## Дополнительная информация
Лубнам посвятили внимание классики литературы: Т. Г. Шевченко, а также А. С. Пушкин (он говорил о городе в «Очерке об истории Украины», а одно из своих самых знаменитых стихотворений «Я помню чудное мгновенье» посвятил Анне Керн, чьё детство прошло в Лубнах). С этим городом связана также жизнь и деятельность декабристов С. И. Муравьёва-Апостола и М. П. Бестужева-Рюмина, писателей Н. В. Гоголя, Е. П. Гребёнки, Г. С. Сковороды, Шолом-Алейхема и других.
Из письма Пушкина А. Г. Родзянко (1793—1846) 8 декабря 1824 г. из Михайловского в Лубны:
«Милый Родзянко, твой поклон меня обрадовал; не решишься ли ты, так как ты обо мне вспомнил, написать мне несколько строчек? Они бы утешили моё одиночество.
Объясни мне, милый, что такое А. П. Керн, которая написала много нежностей обо мне своей кузине? Говорят, она премиленькая вещь — но славны Лубны за горами». (Парафраз пословицы Славны бубны за горами).